# Rugby Club I Medicei 2019-2020

## TOP12 2019-20

### Stagione regolare
| Incontro                  | Andata | Ritorno   |
| ------------------------- | ------ | --------- |
| Petrarca — I Medicei      | 45-19  | 32-27     |
| I Medicei — Calvisano     | 23-27  | annullata |
| Reggio Emilia — I Medicei | 38-3   | annullata |
| I Medicei — Fiamme Oro    | 9-41   | annullata |
| Colorno — I Medicei       | 10-46  | annullata |
| I Medicei — Rovigo        | 3-24   | annullata |
| San Donà — I Medicei      | 17-7   | annullata |
| Lyons — I Medicei         | 21-24  | annullata |
| I Medicei — S.S. Lazio    | 32-0   | annullata |
| Viadana — I Medicei       | 14-19  | annullata |
| I Medicei — Mogliano      | 29-16  | annullata |

#### Risultati della stagione regolare
| Posizione | G  | V | N | P | PF  | PS  | DP  | B | Pt |
| --------- | -- | - | - | - | --- | --- | --- | - | -- |
| 8ª        | 12 | 5 | 0 | 7 | 240 | 285 | -45 | 5 | 25 |

## Coppa Italia 2019-20

### Prima fase

#### Girone B
| Incontro            | Risultato |
| ------------------- | --------- |
| I Medicei — Rovigo  | 23-31     |
| Colorno — I Medicei | 17-16     |

#### Risultati del girone B
| Posizione | G | V | N | P | PF | PS | DP | B | Pt |
| --------- | - | - | - | - | -- | -- | -- | - | -- |
| 3ª        | 2 | 0 | 0 | 2 | 39 | 48 | -9 | 1 | 1  |